# Uměle redukovaný přirozený jazyk
Projekty redukovaných jazyků jsou pokusy zjednodušit mluvnicky přirozené jazyky a omezit jejich slovní zásobu. S tím také souvisely pokusy oživit latinu (Latino sine flexione, Latino macaronico). Stejné pokusy byly učiněny s řečtinou (Apoléma), s němčinou (We–de), francouzštinou (Français fondamental), italštinou, španělštinou, angličtinou (Basic English) a slovanskými jazyky (Slovio).
Zvláštní zmínky zasluhuje Basic English z roku 1930. Autorem byl C. K. Ogden. Slovní zásoba sestávala z 850 slov, z toho 18 sloves. Slovesa, která nebyla ve slovníku, se musela opisovat, což komplikovalo řeč a dorozumění a projekt se proto neujal.